# Берн
Берн (фр. Berne, итал. Berna) је дефакто главни град Швајцарске Конфедерације, четврти по величини у држави (после Цириха, Женеве и Базела). Берн је и главни град и највеће насеље истоименог Кантона Берн. Агломерација Берн, која обухвата 36 општина, имала је 2014. године 406.900 становника. Градска област је имала 660.000 становника 2000. године.
Град Берн се већ годинама налази међу неколико првих места на списку градова по квалитету живота (уз Цирих и Женеву). Поред тога стари део града, који добро очуван и изузетно уређен, је стављен на списак Светске баштине УНЕСКОа.

## Географија
Берн се налази у средишњем делу Швајцарске, једнако удаљен и од Немачке и од Француске и од Италије. Од Цириха град је удаљен 125 km југозападно, од Женеве 165 km североисточно, а од Базела 100 km јужно.
Берн се сместио усред Швајцарске висоравни (450-600 м н. в.), која представља „житницу“ државе и њен најгушће насељен део. Јужно од града почињу се издизати прво ниже планине, а потом (30–40 km) и високе планине Алпа, које се овде називају Бернским Алпима. Сам град се налази на окуци реке Аре, на око 540 м надморске висине.
Берн је основан на брду изнад окуке реке Аре, која на овом делу тока прави усечену долину. Река и град су „срасли“ заједно, па је Аре симбол града Берна.

### Клима
Клима области Берна је умерено континентална, али због знатне надморске висине има нешто оштрији облик.
| Клима Берна (Zollikofen), надморска висина: 553 m (1.814 ft), 1991–2020 нормале, екстреми 1901–садашњост | Клима Берна (Zollikofen), надморска висина: 553 m (1.814 ft), 1991–2020 нормале, екстреми 1901–садашњост | Клима Берна (Zollikofen), надморска висина: 553 m (1.814 ft), 1991–2020 нормале, екстреми 1901–садашњост | Клима Берна (Zollikofen), надморска висина: 553 m (1.814 ft), 1991–2020 нормале, екстреми 1901–садашњост | Клима Берна (Zollikofen), надморска висина: 553 m (1.814 ft), 1991–2020 нормале, екстреми 1901–садашњост | Клима Берна (Zollikofen), надморска висина: 553 m (1.814 ft), 1991–2020 нормале, екстреми 1901–садашњост | Клима Берна (Zollikofen), надморска висина: 553 m (1.814 ft), 1991–2020 нормале, екстреми 1901–садашњост | Клима Берна (Zollikofen), надморска висина: 553 m (1.814 ft), 1991–2020 нормале, екстреми 1901–садашњост | Клима Берна (Zollikofen), надморска висина: 553 m (1.814 ft), 1991–2020 нормале, екстреми 1901–садашњост | Клима Берна (Zollikofen), надморска висина: 553 m (1.814 ft), 1991–2020 нормале, екстреми 1901–садашњост | Клима Берна (Zollikofen), надморска висина: 553 m (1.814 ft), 1991–2020 нормале, екстреми 1901–садашњост | Клима Берна (Zollikofen), надморска висина: 553 m (1.814 ft), 1991–2020 нормале, екстреми 1901–садашњост | Клима Берна (Zollikofen), надморска висина: 553 m (1.814 ft), 1991–2020 нормале, екстреми 1901–садашњост | Клима Берна (Zollikofen), надморска висина: 553 m (1.814 ft), 1991–2020 нормале, екстреми 1901–садашњост |
| Показатељ \ Месец                                                                                        | .Јан. | .Феб. | .Мар. | .Апр. | .Мај. | .Јун. | .Јул. | .Авг. | .Сеп. | .Окт. | .Нов. | .Дец. | .Год. |
| --- | --- | --- | --- | --- | --- | --- | --- | --- | --- | --- | --- | --- | --- |
| Апсолутни максимум, °C (°F)                                                                              | 15,9 (60,6)                                                                                              | 18,5 (65,3)                                                                                              | 23,0 (73,4)                                                                                              | 28,2 (82,8)                                                                                              | 31,4 (88,5)                                                                                              | 33,7 (92,7)                                                                                              | 36,8 (98,2)                                                                                              | 37,0 (98,6)                                                                                              | 31,6 (88,9)                                                                                              | 25,5 (77,9)                                                                                              | 20,8 (69,4)                                                                                              | 19,1 (66,4)                                                                                              | 37,0 (98,6)                                                                                              |
| Максимум, °C (°F)                                                                                        | 3,4 (38,1)                                                                                               | 5,2 (41,4)                                                                                               | 10,3 (50,5)                                                                                              | 14,5 (58,1)                                                                                              | 18,6 (65,5)                                                                                              | 22,5 (72,5)                                                                                              | 24,6 (76,3)                                                                                              | 24,2 (75,6)                                                                                              | 19,4 (66,9)                                                                                              | 14,0 (57,2)                                                                                              | 7,7 (45,9)                                                                                               | 3,8 (38,8)                                                                                               | 14,0 (57,2)                                                                                              |
| Просек, °C (°F)                                                                                          | 0,2 (32,4)                                                                                               | 1,1 (34)                                                                                                 | 5,2 (41,4)                                                                                               | 9,0 (48,2)                                                                                               | 13,2 (55,8)                                                                                              | 16,9 (62,4)                                                                                              | 18,8 (65,8)                                                                                              | 18,4 (65,1)                                                                                              | 14,1 (57,4)                                                                                              | 9,5 (49,1)                                                                                               | 4,2 (39,6)                                                                                               | 0,9 (33,6)                                                                                               | 9,3 (48,7)                                                                                               |
| Минимум, °C (°F)                                                                                         | −2,9 (26,8)                                                                                              | −2,8 (27)                                                                                                | 0,3 (32,5)                                                                                               | 3,4 (38,1)                                                                                               | 7,6 (45,7)                                                                                               | 11,3 (52,3)                                                                                              | 13,0 (55,4)                                                                                              | 12,9 (55,2)                                                                                              | 9,2 (48,6)                                                                                               | 5,5 (41,9)                                                                                               | 1,0 (33,8)                                                                                               | −2,1 (28,2)                                                                                              | 4,7 (40,5)                                                                                               |
| Апсолутни минимум, °C (°F)                                                                               | −21,8 (−7,2)                                                                                             | −23,0 (−9,4)                                                                                             | −15,6 (3,9)                                                                                              | −7,9 (17,8)                                                                                              | −2,2 (28)                                                                                                | 0,9 (33,6)                                                                                               | 3,6 (38,5)                                                                                               | 3,5 (38,3)                                                                                               | −0,8 (30,6)                                                                                              | −5,5 (22,1)                                                                                              | −13,9 (7)                                                                                                | −20,5 (−4,9)                                                                                             | −23,0 (−9,4)                                                                                             |
| Количина падавина, mm (in)                                                                               | 60 (2,36)                                                                                                | 56 (2,2)                                                                                                 | 65 (2,56)                                                                                                | 78 (3,07)                                                                                                | 112 (4,41)                                                                                               | 102 (4,02)                                                                                               | 108 (4,25)                                                                                               | 112 (4,41)                                                                                               | 87 (3,43)                                                                                                | 86 (3,39)                                                                                                | 77 (3,03)                                                                                                | 78 (3,07)                                                                                                | 1,022 (40,24)                                                                                            |
| Количина снега, cm (in)                                                                                  | 11 (4,3)                                                                                                 | 11 (4,3)                                                                                                 | 5 (2) | 1 (0,4)                                                                                                  | 0 (0) | 0 (0) | 0 (0) | 0 (0) | 0 (0) | 0 (0) | 5 (2) | 14 (5,5)                                                                                                 | 47 (18,5)                                                                                                |
| Дани са падавинама (≥ 1.0 mm)                                                                            | 9,5 | 8,7 | 9,5 | 9,6 | 12,1 | 11,4 | 10,8 | 11,0 | 8,6 | 10,4 | 10,1 | 10,6 | 122,3 |
| Дани са снегом (≥ 1.0 cm)                                                                                | 3,6 | 3,2 | 1,6 | 0,4 | 0,0 | 0,0 | 0,0 | 0,0 | 0,0 | 0,1 | 1,1 | 3,2 | 13,2 |
| Релативна влажност, %                                                                                    | 84 | 79 | 73 | 70 | 72 | 72 | 71 | 73 | 79 | 84 | 86 | 86 | 77 |
| Сунчани сати — месечни просек                                                                            | 66 | 94 | 151 | 179 | 197 | 223 | 245 | 228 | 175 | 119 | 66 | 53 | 1.797 |
| Сунчано време — месечни проценти                                                                         | 26 | 35 | 44 | 47 | 45 | 50 | 55 | 56 | 50 | 38 | 26 | 22 | 43 |
| Извор #1: MeteoSwiss                                                                                     | | | | | | | | | | | | | |
| Извор #2: KNMI                                                                                           | | | | | | | | | | | | | |

## Историја
Прва насеља на месту Берна везују се за доба праисторије и келтска племена. Почетком нове ере ово подручје су запосели се Римљани и основали насеље на месту претходног, задржавши назив Бренодурум (лат. Brenodurum), из кога је изведен данашњи назив града. У каснијим вековима ово насеље је опустело.
Данашњи град Берн је 1191. године основао Бертхолд V од Церингена, који је одлучио да град назове по првој животињи коју улови у околним шумама. Испоставило се да је то био медвед. Насеље је брзо напредовало, па је 1211. године добило градска права.
Најзначајнија битка у Берну била је против уједињеног племства Бургундера 1339. године, а већ 1353. године град са околином се придружио тек успостављеној Швајцарској конфедерацији. Град је веома брзо постао најважније градско средиште Конфедерације.
Последњи велики рат протутњао је кроз град у време освајања Наполеона у раздобљу 1798—1815. године. Берн је постао главни град бернског кантона 1831. године, а 1848. године године и целе Швајцарске.
Током 20. века град је био поштеђен било каквог разарања и отворен за све људе, па је био место бројних сусрета и самита на међународном нивоу.

## Становништво
По проценама из 2008. године у Берну живи приближно 129.000 становника, а у градској зони око 350 хиљада становника. По оба показатеља то је четврти град у Швајцарској. 21,9% градског становништва чине људи без швајцарског држављанства.
Језик: Швајцарски Немци чине традиционално становништво града и немачки језик је званични у граду и у већем делу кантона. Међутим, градско становништво је током протеклих неколико деценија постало веома шаролико, па се на улицама Базела чују бројни други језици. Најчешћи други језици су француски (3,9%) и италијански језик (3,6%).
Вероисповест: Месни Немци су у 16. веку прихватили протестантизам. Међутим, последњих деценија у граду се знатно повећао удео римокатолика. Данашњи верски састав града је: протестанти 59%, римокатолици 20%, атеисти 13%, а муслимани, православци и јевреји чине остатак.

## Привреда
Као главни град државе Берн је првенствено управно, културно и образовно средиште, а захваљујући изванредно лепом старом градском језгру и важно туристичко средиште. У њему су амбасаде и представништва преко 120 земаља. Многи мањи постотак градског становништва је упошљен у индустрији и банкарству, саобраћају, нарочито у поређењу са другим великим градовима Швајцарске.

## Знаменитости града
Старо градско језгро Берна се великим делом сачувано од времена средњег века и стога је од 1983. године под заштитом је УНЕСКОа на списку Културне баштине Света. Поред старог градско језгра својом лепотом привлаче и долина реке Аре са лепим приобаљем и дипломатски део града са бројним управним здањима. Поред тога град има много мостова, који повезују стари део града са новим четвртима Берна. Са њих се пружају веома лепе визуре на град и реку.
Од појединачних споменика највећи значај имају:
- Часовник на кули Цитлоге из 15. века,
- Градска катедрала (нем. Münster) у готичком стилу, грађена од 15. до 19. века,
- Стара градска кућа,
- Ајнштанхаус, кућа у којој је почетком 20. века живео Алберт Ајнштајн. Радећи на универзитету у Берну и сам Алберт Ајнштајн је дошао до чувене теорије релативитета;
- Медвеђа јама (на предања о настанку града), која постоји од 16. века, данас видиковац на стари Берн,
- Здање федерације, грађено 1857—1902.. г, где је седиште државне скупштине,
- Башта ружа је бивше гробље, које је 1913. године претворено у парк,
- Нова градска фонтана  је вероватно најновија занимљивост Берна, отворена 2004. године испред здања федерације,
- Културни центар Пол Кле, једно од савремених здања града.

## Партнерски градови
- Беч
- Салцбург
- Вадуц
- Беневенто
- Санто Доминго
- Њу Берн
- Бернвил

## Галерија
- Бернска катедрала
- Здање федерације
- Стара градска кућа са тргом испред
- Часовник на кули Цитлоге
- Башта ружа
- Културни центар Пол Кле
- Ректорат Универзитета у Берну
- Чувене аркаде старог Берна
- Rathaus